# Luftangriffe auf Coventry

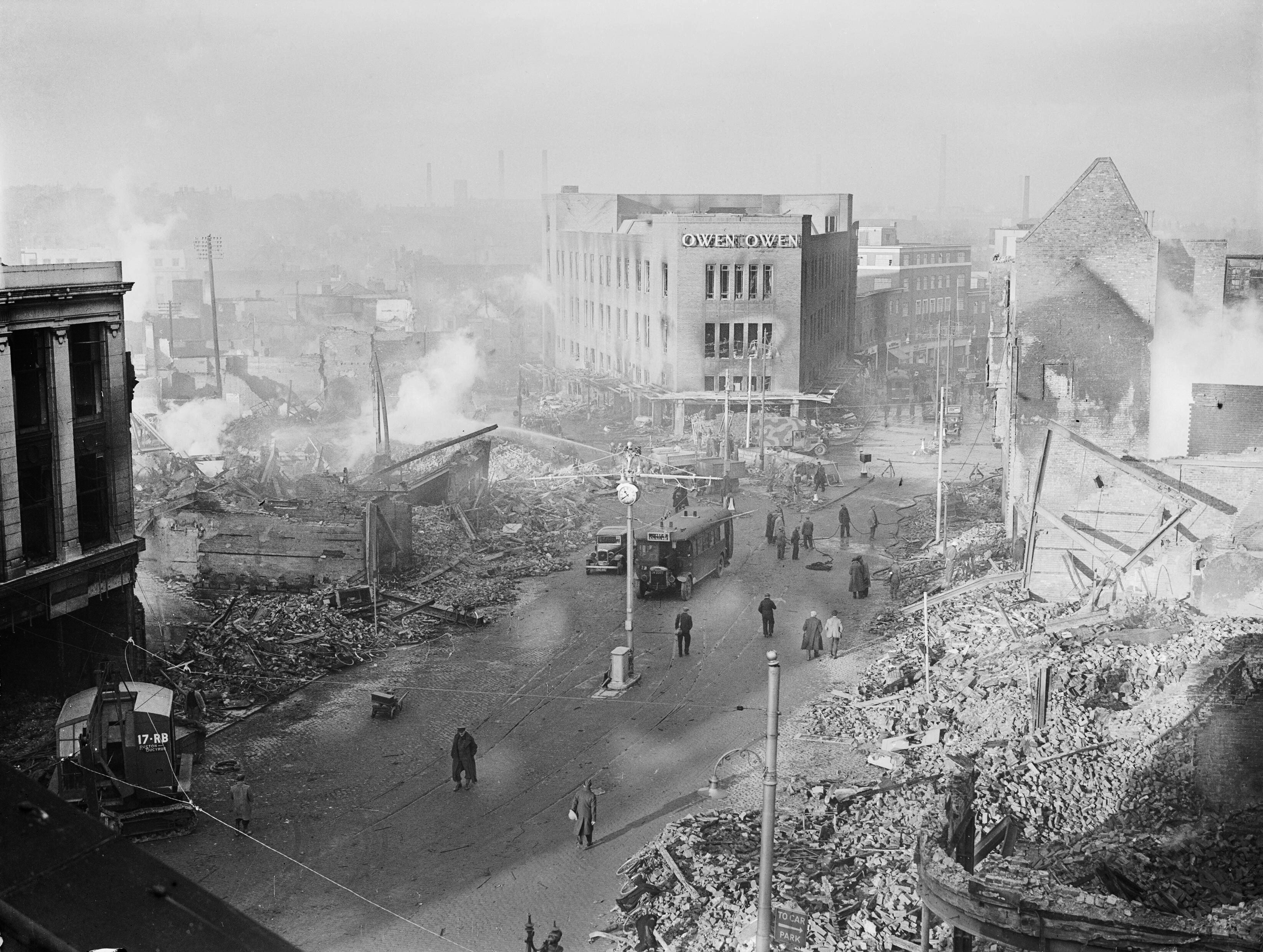
Die zerstörte Innenstadt Coventrys (16. November 1940)

Die Luftangriffe auf Coventry, im Englischen oft auch als Coventry Blitz – vom Begriff Blitzkrieg abgeleitet – bezeichnet, waren eine Reihe von Bombenangriffen der deutschen Luftwaffe auf die englische Stadt Coventry. Der folgenreichste dieser Angriffe erfolgte am Abend und in der Nacht des 14. November 1940, wenige Tage nach der Einstellung der Tagangriffe auf London während des Blitz.

## Hintergrund
Coventry ist eine Industriestadt in den zentral gelegenen West Midlands Englands. Zu Beginn des Krieges hatte sie etwa 320.000 Einwohner. Zu ihren Industrien zählte vor allem die für die Region typische Metallverarbeitung; zu Beginn des 20. Jahrhunderts wurden dort Munitionsfabriken angesiedelt. 
Die Stadt war seit den 1920er Jahren Zentrum des britischen Fahrzeug- und Motorenbaus: BSA/Daimler (Panzerspähwagen Daimler Dingo), Morris, SS Cars, Rootes/Humber und Standard Motor bauten diverse Arten von Kraftfahrzeugen – in den Hallen der ehemaligen Triumph Motor Company am Stadtzentrum waren Zulieferbetriebe der Flugzeugindustrie untergebracht; Cornercroft Ltd, Ace Works im Stadtzentrum lieferte Flugzeugteile; Armstrong Siddeley fertigte in seiner am südlichen Rand des Stadtzentrums gelegenen Parkside factory Flugmotoren. Frederick Taylor bezeichnet Coventry deshalb als legitimes Ziel für Bombardierungen.
Die Industrialisierung Coventrys erfolgte so früh, dass Fabriken und Werke vor der planmäßigen Stadtentwicklung entstanden. Coventry hatte deshalb eine sehr durchmischte Stadtstruktur mit geringer räumlicher Trennung von Wohn- und Industrieflächen. Kleine und mittlere Industrieanlagen befanden sich häufig neben Wohn- und Geschäftshäusern in derselben Straße. Erst nach dem Ersten Weltkrieg entstanden in Coventry reine Wohnsiedlungen mit größeren Abständen zu Industriegebieten.

## Luftangriffe
Bereits während der Luftschlacht um England wurde Coventry durch kleinere Angriffe getroffen. Dabei starben im Juli und August 1940 auch Menschen. Coventry wurde aber nicht so intensiv angegriffen wie London und Birmingham.
Insgesamt betrug die Zahl der Todesopfer bei den Angriffen auf Coventry bis 1942 etwa 1200.

### 14. November 1940

Zerstörte Straßenzüge

Am Abend des 14. November war Coventry Ziel der Operation Mondscheinsonate, die von den Kampfgeschwadern 1, 3, 26, 27, 55 und dem Lehrgeschwader 1 der Luftflotte 3 und den Pfadfindereinheiten der Kampfgruppe 100 (KGr 100) geflogen wurde. Der gesamte Verband umfasste 515 Flugzeuge. Ziel des Angriffs waren die Fabriken und die industrielle Infrastruktur Coventrys, wobei in Kauf genommen wurde, dass auch Wohngebiete und Kulturgüter in erheblichem Ausmaß getroffen würden.
Die 13 zuerst eintreffenden He-111-Zielmarkiererflugzeuge der KGr 100 verwendeten zur Zielfindung das neue „X-Verfahren“. Sie setzten um 19:20 Uhr zunächst Leuchtbomben zur Markierung ab.
Der darauffolgende Verband von He 111 warf Sprengbomben und Fallschirm-Luftminen ab. Dabei wurden Dächer aufgesprengt und Straßen durch Krater schwer passierbar; dies behinderte spätere Einsätze von Löscheinheiten. Die Bombenabwürfe beschädigten auch das Wasser- und Gasversorgungsnetz. Die darauf folgenden Wellen warfen einen Mix aus Spreng- und Brandbomben ab. Letztere enthielten Magnesium oder Petroleum als Brandmittel. Über die durch Luftminen abgedeckten Dächer gelangten die Brandbomben in die Gebäude.
Die Kathedrale von Coventry, nur wenige hundert Meter vom Armstrong-Siddeley-Flugmotorenwerk entfernt, stand um 20 Uhr in Flammen. Der Brand konnte erfolgreich durch die Feuerwehr bekämpft werden; spätere Treffer entfachten ihn erneut. Direkt von Bomben getroffen wurde auch das Gebäude der Feuerwehr, so dass die Koordinierung und Führung der Brandbekämpfung nicht mehr möglich war. Auch Treffer auf das Wasserrohrnetz der Stadt behinderten die Löscharbeiten bzw. machten sie stellenweise unmöglich.
Um Mitternacht erreichte der Bombenangriff seinen Höhepunkt; um 6:15 Uhr ertönten die Entwarnungssirenen.
Bei dem Angriff kamen mindestens 568 Menschen ums Leben. Etwa 1000 Menschen wurden verletzt. Es wurden etwa 4000 Wohnungen, genau wie etwa Dreiviertel der Industrieanlagen zwischen den Wohngebäuden, zerstört. 60.000 Gebäude wurden bei dem Angriff getroffen; im Stadtzentrum blieb kaum ein Gebäude unbeschädigt. Ebenfalls getroffen oder zerstört wurden zwei Krankenhäuser, zwei Kirchen und eine Polizeistation. Die Kathedrale von Coventry wurde bei dem Angriff zerstört.

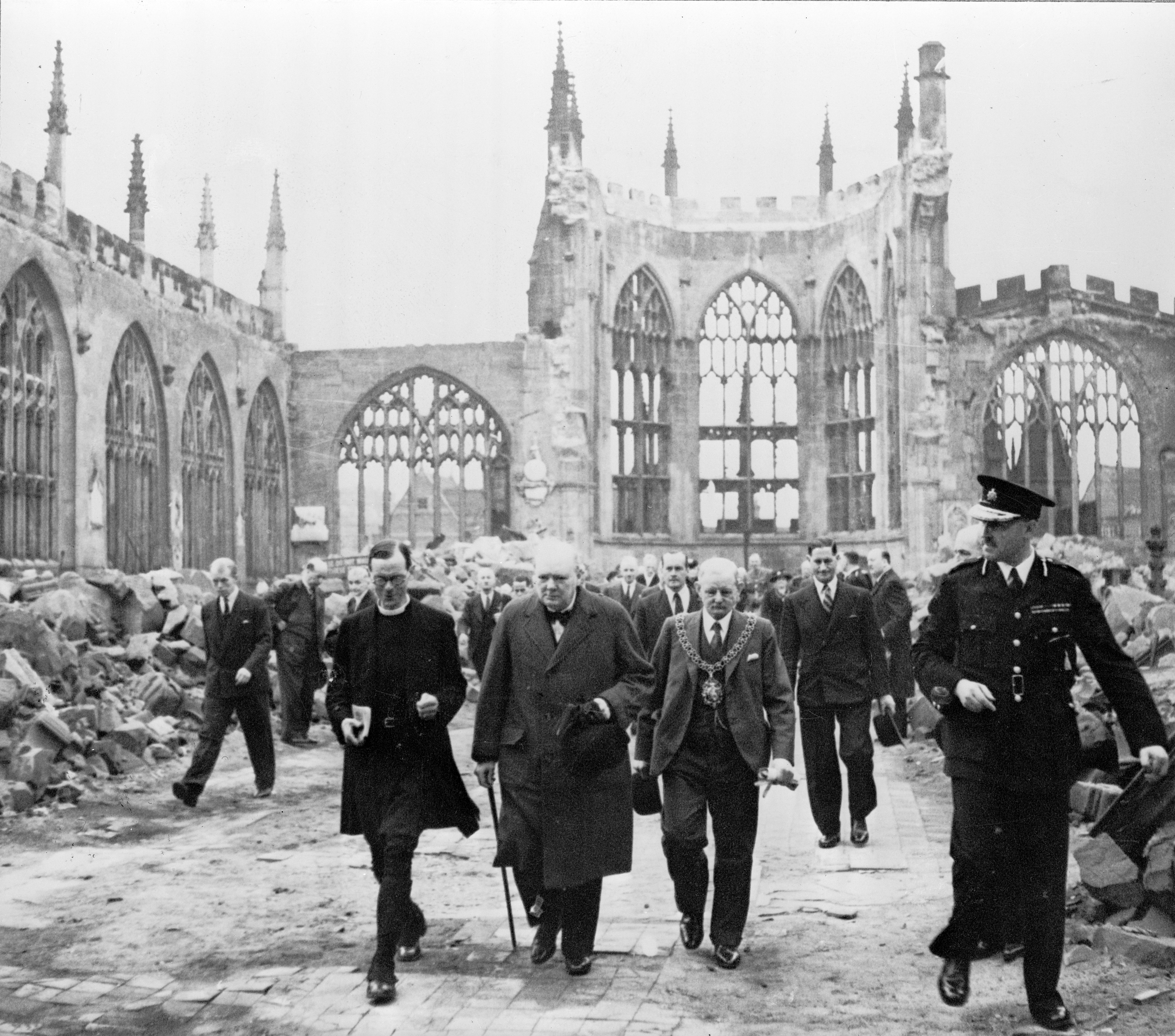
Winston Churchill besichtigt die Ruine der Kathedrale

Die Luftwaffe warf bei dem Angriff insgesamt etwa 500 Tonnen Sprengbomben, 50 Luftminen und 36.000 Brandbomben über Coventry ab. Das Angriffsmuster unterschied sich dabei von denen, die später die Royal Air Force flog: Insgesamt wurden die kleineren Angriffswellen zeitlich verteilt. Die Bomber wurden mehrfach eingesetzt und in Frankreich aufmunitioniert, da sie für eine kleinere Bombenlast ausgelegt waren als die Bomber bei späteren alliierten Angriffen über Deutschland. Zwischen den Angriffswellen blieb so Zeit zur Feuerbekämpfung und Rettung, gleichzeitig störten die immer wieder einsetzenden Angriffe über Stunden auch die Gegenmaßnahmen am Boden. Arthur Harris stellte später in Bezug auf die Voraussetzungen für einen Feuersturm fest, dass die Angriffe zwar räumlich konzentriert waren, aber nicht hinsichtlich der Zeit.
Für die Luftwaffe und die alliierten Luftstreitkräfte brachten die Angriffe Erkenntnisse
- über den Einsatz elektronischer Zielführung
- über den Einsatz von Luftminen zum Aufsprengen der Gebäude und damit zum Entfachen von Feuerstürmen

Die Art der Angriffe auf Coventry im November 1940 wurde kurz darauf vermutlich von Joseph Goebbels als „coventrieren“ propagandistisch ausformuliert.

### April 1941
In der Nacht vom 8. zum 9. April war Coventry erneut Ziel eines größeren Luftangriffs. Er wurde von 237 Flugzeugen geflogen, die 315 Sprengbomben und 710 Brandkanister abwarfen. In der darauf folgenden Nacht wurde Coventry erneut angegriffen. Etwa 475 Menschen wurden bei diesen beiden Angriffen getötet und 700 verletzt. Bei dem Angriff wurden wieder öffentliche Gebäude wie die zentrale Polizeistation und das Warwickshire-Krankenhaus getroffen.

### August 1942
Der letzte Angriff auf Coventry ereignete sich am 3. August 1942. Er galt nicht dem Stadtzentrum, sondern einem Teil der Stadt östlich der Stadtmitte.

## Coventry und Ultra
Seit den 1970er Jahren wurde wiederholt in Veröffentlichungen behauptet, der Angriff auf Coventry sei bereits vorab durch Entzifferungen und Ultra-Informationen bekannt gewesen. Winston Churchill habe demzufolge Maßnahmen gegen den Angriff untersagt, um den Deutschen den Bruch der Enigma-Maschine nicht zu offenbaren.
Diese Veröffentlichungen riefen in der Presse und in Fachmedien teils heftige Kritik von Militärhistorikern und Kryptologen hervor. Einer der ersten Verfasser, der britische Luftwaffenoberst Frederick W. Winterbotham, hatte zwar in den Ultra-Einheiten des britischen Militärs gedient, jedoch konnte seine Darstellung widerlegt werden, weil er mit vielen der von ihm detailliert dargestellten Sachverhalte dienstlich gar nicht befasst gewesen war. Seine Veröffentlichung trug jedoch dazu bei, dass ab Ende der 1970er Jahre die britischen Behörden zuvor als „geheim“ eingestufte Dokumente, darunter Hunderttausende entzifferter Funksprüche, der historischen Forschung zugänglich machten.
Nach den ab Anfang September bis Mitte November 1940 durchgeführten nächtlichen Bombenangriffen auf London wollte die deutsche Luftwaffenführung auch schwere Angriffe auf andere als Industriezentren bekannte britische Städte fliegen. Am 9. November wurde ein an die Kampfgruppe 100 gerichteter deutscher Funkspruch mit Bezug auf eine „Operation Mondscheinsonate“ aufgefangen; er konnte am 11. November im britischen Entzifferungszentrum Bletchley Park gebrochen werden. Der Funkspruch deutete auf einen Großangriff von Luftflotte 2 und Luftflotte 3 hin; die Kampfgruppe 100 sollte zur Zielfindung eingesetzt werden. Als Ziele waren lediglich „Ziele 1 bis 4“ angegeben. Kurz zuvor war eine Karte mit der Angabe von Zielen 1 bis 4 im Großraum London in den Besitz der Briten gelangt. Auch die vorangegangenen Angriffe waren auf den Großraum London konzentriert, daher brachte man die Angaben der Karte und des Funkspruchs miteinander in Verbindung und erwartete einen besonders schweren Angriff auf die Hauptstadt.
Am 12. November wurde aus dem abgehörten Gespräch eines am 9. November gefangenen deutschen Piloten mit einem Kameraden bekannt, dass in der Zeit vom 15. bis 20. November der Vollmond für einen Massenangriff auf Birmingham und Coventry genutzt werden solle. Noch am selben Tag wurde ein weiterer Funkspruch bekannt; dieses Mal wurden für die Kampfgruppe die neuen „Ziele 51 bis 53“ angegeben. Die ebenfalls enthaltenen Angaben über UKW-Leitstrahlen wiesen auf Birmingham, Coventry und Wolverhampton hin. Das Oberkommando der Royal Air Force ging dennoch weiter von einem massiven Angriff auf London aus und war im Übrigen der Auffassung, dass anhand von aufgefangenen Probe-Leitstrahlsendungen ein anderes Ziel rechtzeitig erkannt würde. Premier Churchill brach eine bereits angetretene Reise ab, um im vermeintlichen Angriffsziel London zu bleiben.
Am 14. November 1940 wurden kurz nach 15:00 Uhr von einem Messflugzeug sich über Coventry kreuzende Probe-Leitstrahlen aufgefangen. Unmittelbar darauf wurden bereits vorbereitete Gegenmaßnahmen ergriffen wie die Störung der Peilsignale, die Alarmierung der Luftabwehr einschließlich der Nachtjäger, Angriffe gegen Peilsender und Flugplätze im besetzten Frankreich und Angriffe auf deutsche Städte. Alle Maßnahmen waren letztlich nicht erfolgreich: So wurde bei diesem ersten großen Angriff mit einem neuen Zielfindungsgerät eine falsche Störfrequenz verwendet, die Angriffe in Frankreich und Deutschland hatten kaum Wirkung, und die gegen die anfliegenden Bomber eingesetzten Jäger waren mangelhaft geführt.
Reginald Victor Jones schrieb später, dass Nachrichten zu den deutschen Funkstrahlstationen abgefangen wurden, aber bis zum Angriff nicht mehr entziffert werden konnten.